# Stigsjö församling
Stigsjö församling är en församling i Ådalens kontrakt i Härnösands stift. Församlingen ingår i Härnösands pastorat och ligger i Härnösands kommun i Västernorrlands län, Ångermanland.

## Administrativ historik
Församlingen har medeltida ursprung. 1751 utbröts Västanå bruksförsamling.
Församlingen utgjorde under 1300-talet ett eget pastorat för att därefter till 1586 vara annexförsamling i pastoratet Säbrå, Stigsjö och Härnö som åtminstone från 1531 också omfattade Häggdångers församling. Från 1586 till 26 februari 1808 annexförsamling i pastoratet Säbrå, Stigsjö, och Häggdånger som från 1751 också omfattade Västanå bruksförsamling och från 1771 Viksjö församling. Från 26 februari 1808 till 2006 moderförsamling i pastoratet Stigsjö och Viksjö som till 1868 också omfattade Västanå bruksförsamling. Från 2006 ingick församlingen i Härnösands landsförsamlingars pastorat och från 2018 i Härnösands pastorat.

## Kyrkor
- Stigsjö kyrka